# (523768) 2014 WQ510
(523768) 2014 WQ510 est un objet transneptunien du groupe des plutinos et une planète naine potentielle, son diamètre est estimé à environ 350 km.